# Fred Erdman
Pour les articles homonymes, voir Erdman.
Frederik (Fred) Erdman, né le 13 août 1933 à Anvers et mort le 10 avril 2021, est un homme politique belge socialiste, membre du Socialistische Partij (SP). Il est sénateur de 1989 à 1999, puis député fédéral de 1999 à 2003. Il est également président de son parti de 1998 à 1999.

## Biographie
Fred Erdman est le fils de réfugiés politiques juifs polonais. Il obtient plusieurs diplômes à la Vrije Universiteit Brussel, dont un doctorat en droit, une maîtrise en sciences politiques et diplomatiques et une maîtrise en sciences politiques et administratives. Il devient avocat, puis juge de paix adjoint à Berchem de 1964 à 1984. Il est président de la Conférence flamande des barreaux d'Anvers, de 1971 à 1985 ; membre de la Commission administrative des prisons d'Anvers, de 1983 à 1986 ; membre du Conseil supérieur de la politique pénitentiaire, à partir de 1985 ; vice-président de l'Union belgo-luxembourgeoise pour le droit pénal, de 1987 à 1988 ; membre de la Commission d'aide aux victimes d'actes délibérés de violence. Il a également été chargé de cours à la VUB.
En même temps, il développe une carrière politique. En 1988, il entre au Sénat en tant que sénateur coopté pour le SP, poste qu'il occupe jusqu'en 1999. De 1988 à 1992, il est vice-président du Sénat. Il est ensuite élu à la Chambre des représentants de 1999 à 2003. De 1984 à 1988, il est conseiller communal à Anvers.
Dans les années 1990, il a été un membre actif de la Commission de la justice, où il a dû traiter diverses questions juridiques. Il a joué un rôle décisif dans l'établissement de la loi sur l'euthanasie. Il a été chef de groupe du SP au Sénat de 1992 à 1999 et a été président de ce parti de 1998 à 1999 après la démission de Louis Tobback. En tant qu'avocat, il a également assisté les socialistes flamands en tant que conseiller juridique lors du scandale de corruption d'Agusta-Dassault. Il a lui-même plaidé coupable dans des affaires de cour d'assises, dont le procès Dexter pour le meurtre du baron Bracht. Il a également été président du Barreau d'Anvers de 1984 à 1986.
Il est connu comme un défenseur des "services moraux libéraux". Avec Roger Lallemand, Leo Goovaerts et Paul Hatry, il a déposé le 27 juin 1995 le "projet de loi relatif à l'exonération du revenu cadastral pour l'exercice public de services moraux séculiers". En tant que politicien actif, il est à l'origine de 47 lois telles que la loi sur le racisme, plus stricte, et la loi sur le divorce, plus souple.
Il est décoré du titre de Commandeur dans l'Ordre de Léopold, le 9 juin 1999, et a reçu la Croix civile de 1re classe, le 16 octobre 2000. En 2003, il se retire de la politique active et retourne au barreau, mais la "politique" continue de l'appeler. Il a préparé la réforme de la justice pour Laurette Onkelinx. En janvier 2007, il a été le conseiller du prince Laurent dans une affaire de fraude notoire appelée "scandale de la marine".
Il meurt le 10 avril 2021.

## Conseils d'administration
Fred Erdman a également été membre de plusieurs conseils d'administration : de 1983 à 1988, il a été membre du conseil d'administration et du comité exécutif de l'Intercommunale voor Teledistributie van het Gewest Antwerpen, à partir de 1989, il a été membre du conseil d'administration du Théâtre royal de la Monnaie, de 1986 à 1991, il a été membre du conseil d'administration du Musée d'Art contemporain d'Anvers, et à partir de 1995, il a été membre du conseil d'administration de la Vrije Universiteit Brussel. 